# Колібаши
Коліба́ши (Колібаш, рум. Colibași) — село в Кагульському районі Молдови, утворює окрему комуну.
Село розташоване на півдні країни. Розташоване на річці Прут.

## Історія
Вперше село згадується в документах XVII століття, офіційна згадка датується 1711 роком (згідно з К.Радовичем, 1988). Але поселення існувало задовго до цього. Воно виникло в багатій заплаві лівобережжя Прута, де пастухи мали змогу випасати отари овець. Згодом село стало одним з найбільших поселень південної Бессарабії, де велась торгівля між румунами, болгарами та українцями. В 1850 році в селі проживало 740 осіб, які займались землеробством та садівництвом.

## Населення
Село є одним з найбільш густозаселених поселень країни. Якщо в 1850 році в ньому проживало 740 осіб, то вже в 1970-ті роки населення становило приблизно 4500 осіб. Населення зростало і в наступні роки і, за даними перепису 2004 року, воно становило 6021 особа. Природний приріст в селі досяг максимуму в 1970—1980-ті роки. На сьогодні він є від'ємним в становить −0,1-0,5 осіб на 100 жителів. За даними 2000 року в селі народилось 48 дітей, а померло 59 осіб; в 2005 році ці показники були відповідно 54 та 61. На приріст населення суттєво впливає низький рівень життя та міграція з села. Щодо статевого складу, то в поселенні переважають жінки — 3059 осіб.
За національним складом село є молдовським — 99%, окрім цього тут проживають болгари , українці, росіяни та цигани. Національні меншини майже повністю асимільовані молдованами і розмовляють їхньою мовою. За станом освіченості 20% мають вищу освіту, 30% — середню і 50% — середню незакінчену. Село має 187 студентів, які навчаються в Кагулі та Кишиневі. Високий рівень неосвіченості пояснюється великою часткою населення пенсійного віку. Багато селян покидають село в пошуках кращого життя та переселяються в міські поселення. У 2005 році, наприклад, село покинуло 60 осіб, у той час як приїхало всього 24. Велика кількість селян виїжджають за межі села на тимчасову роботу до Росії, Іспанії, Португалії та Ізраїлю. Це негативно впливає на демографічну ситуацію — знижується сільське населення, падає народжуваність, збільшується частка людей похилого віку.
За релігійним поділом все населення є християнами — 50% баптистів, 35% православних, 20% адвентистів сьомого дня, та 0,01% свідки Єгови. Найстаріша церква була збудована на початку XX століття, інші в період з 1950—1960-их років.

## Соціальна сфера
Село має 2 дитячих садочки, у яких доглядається 530 дітей, з яких 134 — з підготовчої групи. Тут відкрита досить велика школа, у якій навчаються 1099 дітей. Вона складається з молодшої, середньої та з 1998 року вищої школи. В останній навчається 450 дітей, серед яких є також учні і з сусідніх сіл. У 2004 році будівля школи була повністю відремонтована. Заклад надає дітям можливість займатись у різних гуртках — музичний (фортепіано, скрипка, акордеон), мистецький, танцювальний «Doina Prutului» (неодноразово нагороджувався в Молдові, Румунії та Туреччині), іноземний (англійська, французька мови).
Село має 2 бібліотеки, та ще одну в школі. В останні роки для шкільної бібліотеки було подаровано велику кількість книг, що дозволяє учням широко користуватись сучасною інформацією. В селі працює лікарня, яка обслуговує також і сусідні села. Вона розрахована на 150 місць і має станцію швидкої допомоги. В поселенні діє також стоматологічна клініка, відкриті декілька аптек.
В селі діє будинок культури, де проводяться різні концерти, ведеться показ кінофільмів, проводяться різноманітні заходи. Зал розрахований на 300 місць. Поселення має 5 продовольчих магазинів.

## Економіка
Колібаши має борошномельне підприємство, яке обслуговує і сусідні села. Через кризу зараз воно не працює на повну потужність. Тут також працює 2 олійні. Велике значення для економіки має вирощування винограду, який обробляється на місцевих господарствах. Населення зайняте ремісництвом або приватним господарством. Ремісники виготовляють шкіру з кролика та овець, макаронні вироби, виробництвом одягу з натуральної шерсті, шкіри. Раніше ремісники займались виробництвом килимів з натуральної шерсті.
Село має дуже вигідне положення, так як знаходиться на перетині важливих національних автошляхів. Одна дорога проходить з півночі на південь і зв'язує місто Кагул з морським портом Джурджулешти. Інша зв'язує Колібаши з містом Вулканешти. З 2008 року почалось будівництво залізниці Кагул-Джурджулешти, що ще більше підніме транспортне значення села. На сьогодні більше половини села газифіковано, що стало можливим за сприяння місцевого колгоспу. У 2003 році в селі з'явився Інтернет, зараз тут пропонується кабельне телебачення, з'являються нові телефонні оператори.

## Геологічні пам'ятки
На околиці села розташовується курган Фрунзарі.